# تانگ جیاژوان
تانگ جیاژوان (انگلیسی: Tang Jiaxuan)؛ (زادهٔ ۱۷ ژانویه ۱۹۳۸) سیاست‌مدار اهل چین است. وی از ۱۷ مارس ۱۹۹۸ تا ۱۷ مارس ۲۰۰۳ عهده‌دار سمت وزیر امور خارجه چین بود.